# Келед-Зарам (озеро, Бурятия)
Келед-Зарам (неофиц.) — озеро в центральной части Восточного Саяна в Окинском районе Бурятии.
У озера не было бурятского названия (или оно осталось неизвестным). Название водоёму дали толкинисты: Келед-Зарам — вымышленное озеро, у берегов которого располагался город гномов Казад-Дум. На 2001 год название не было закреплено официально.
Располагается в верховьях долины реки Барун-Хадарус вблизи водораздела рек Барун-Хадарус и Сенца. Абсолютная отметка уреза воды — 2240 метров. К югу от озера находится перевал Черби.
Имеет овально-грушевидную форму, сильно вытянуто с юго-юго-запада на северо-северо-восток. Площадь озера составляет 0,24 км²[уточнить]. Озеро сточное, с северной стороны из него вытекает правый приток реки Барун-Хадарус (Барун-Кадыр-Ос). Западный берег озера представлен круто обрывающимися к воде зубчатыми скальными гребнями. Здесь образуется снежный карниз, который может не таять даже летом. Также на берегу озера имеется тёплый источник.